# Cissus pseudofuliginea
Cissus pseudofuliginea är en vinväxtart som beskrevs av J. A. Lombardi. Cissus pseudofuliginea ingår i släktet Cissus och familjen vinväxter. Inga underarter finns listade i Catalogue of Life.